# Laurent Lessard
Pour les articles homonymes, voir Lessard.
Laurent Lessard, né le 28 octobre 1962 à Thetford Mines, est un notaire et homme politique québécois. 
Formé en notariat, il est élu maire de Thetford Mines en 1999. Il fait ensuite le saut en politique provinciale en tant que député libéral de Frontenac, en 2003. Après, il s'est vu confier plusieurs ministères au sein des gouvernements Charest et Couillard. Il quitte la vie politique en 2018.

## Biographie

### Notaire
Laurent Lessard a une formation académique en droit notarial à l'Université de Sherbrooke. Il pratique le notariat pendant une dizaine d'années jusqu'en 1998. Il est le maire de la ville de Thetford Mines de 1999 à 2003.

### Député et ministre
Il se présente pour la première fois pour le Parti libéral du Québec aux élections de 2003 dans la circonscription de Frontenac. Le jour du scrutin, il remporte la victoire avec une majorité de 3 970 voix. 
Le 18 février 2005, lors d'un remaniement ministériel, Laurent Lessard est nommé ministre du Travail. Puis, le 26 mars 2007, il est réélu une seconde fois dans sa circonscription de Frontenac. Trois semaines plus tard, il est nommé ministre de l'Agriculture, des Pêcheries et de l'Alimentation, le poste de ministre du Travail ayant été confié à David Whissell. Il conserve ce poste lors de la formation du nouveau gouvernement en décembre 2008.
De février 2006 à septembre 2012, Laurent Lessard est le ministre responsable de la région de Chaudière-Appalaches. De février 2005 à février 2006, il est aussi le ministre responsable de la région du Centre-du-Québec, poste qui lui est de nouveau confié le 18 avril 2007.
Le 23 juin 2009, lors d'un remaniement ministériel, Lessard devient le ministre des Affaires municipales, des Régions et de l'Occupation du territoire, poste qu'il occupe jusqu'en septembre 2012.
Lors des élections générales du 4 septembre 2012, Laurent Lessard est devenu le premier député de la nouvelle circonscription de Lotbinière-Frontenac. Il est élu avec une majorité de 4 956 voix.
De septembre 2012 à décembre 2013, il est whip en chef de l'opposition officielle. Il est par la suite vice-président de la Commission des institutions du 10 janvier au 11 février 2014 et président de la Commission des transports et de l'environnement du 12 février au 5 mars 2014. Il est nommé ministre des Forêts, de la Faune et des Parcs le 23 avril 2014, et ce, jusqu'au au 20 août 2016. D'août 2016 à octobre 2017, il est ministre des Transports, de la Mobilité durable et de l'Électrification des transports, puis ministre de l'Agriculture, des Pêcheries et de l'Alimentation du 26 janvier 2017 au 18 octobre 2018. Il ne s'est pas représenté en 2018.

## Controverse
Le 14 mars 2017 à 18h10, se sentant responsable dans son rôle de ministre des Transports du Québec, il poste le message suivant sur Twitter: « Il semble que Mère Nature n'ait pas dit son dernier mot. Adaptons notre conduite aux conditions routières! #Transports #EnSécurité #PLQ ».  Il ne donne plus signe de vie jusqu'au lendemain matin.  S'ensuit le plus important cafouillage de l'histoire du Québec lors d'une tempête hivernale: une cinquantaine de véhicules impliqués dans un carambolage monstre sur l'autoroute 10, près de 300 automobilistes coincés dans leur voiture pendant une dizaine d'heures sur l'autoroute 13, de nombreux blessés sur les routes du Québec, à la suite d'une négligence sans équivoque dans les responsabilités de l'État. Cette situation historique sans précédent oblige même le premier ministre du Québec, Philippe Couillard, à s'excuser publiquement lors d'un point de presse et à déclencher une enquête externe.

## Vie après la politique
En février 2019, il devient responsable du développement des affaires chez Formation Lean Expert. 

## Distinctions
- Commandeur d'office de l'Ordre national du mérite agricole (2005, 2007, 2010, 2017)